# كأس فيد 2005
كأس فيد 2005 (بالإنجليزية: 2005 Fed Cup)‏ هو الموسم 43 من  كأس فيد. أقيم خلال الفترة 19 أبريل 2005 وحتى 18 سبتمبر 2005، وفاز فيه منتخب روسيا لكأس فيد.